# Моженцин-Великий
Моженцин-Великий (пол. Morzęcin Wielki) — село в Польщі, у гміні Оборники-Шльонські Тшебницького повіту Нижньосілезького воєводства.
Населення — 234 особи (2011).
У 1975-1998 роках село належало до Вроцлавського воєводства.

## Демографія
Демографічна структура станом на 31 березня 2011 року:
|          | Загалом | Допрацездатний вік | Працездатний вік | Постпрацездатний вік |
| -------- | ------- | ------------------ | ---------------- | -------------------- |
| Чоловіки | 121     | 21                 | 89               | 11                   |
| Жінки    | 113     | 18                 | 75               | 20                   |
| Разом    | 234     | 39                 | 164              | 31                   |